# Nabój Raufoss NM140 MP
Raufoss NM140 MP – przeciwpancerno-odłamkowo-zapalający nabój kalibru 12,7 × 99 mm NATO, opracowany przez norweską firmę Raufoss z grupy Nammo AS.

## Opis

### Konstrukcja
Pocisk zawiera rdzeń przeciwpancerny wykonany z węgliku wolframu, mieszankę zapalającą i materiał wybuchowy, co umożliwia rażenie za jego pomocą celów lekko opancerzonych oraz ranienie załóg pojazdów po przebiciu pancerza – jest to więc nabój uniwersalny (wielozadaniowy). Może on być z powodzeniem stosowany przeciw śmigłowcom, samolotom, nieopancerzonym oraz lekko opancerzonym pojazdom; posiada również zdolność zapalania paliwa lotniczego. Przeciw tego rodzaju celom NM140 MP ma skuteczność porównywalną ze standardową amunicją kalibru 20 mm.

### Oznaczenia
Czubek pocisku jest malowany na zielono. Rzadsza odmiana smugowa tego pocisku, NM160 MP-T ze smugaczem dającym czerwone światło, spotykana zazwyczaj tylko w zasilanych taśmowo systemach uzbrojenia morskiego, posiada zielony czubek oraz szarosrebrzysty pas.
Dodatkowo na spodzie łuski tłoczone są oznaczenia producenta danego naboju wraz z dwucyfrową datą produkcji, na przykład HXP89, WCC94, FN91.

## Użycie

### Stany Zjednoczone
Produkowany jest na licencji, między innymi przez zakłady Winchester Repeating Arms Company, pod oznaczeniem Raufoss Mk 211 Mod 0. Pociski te są wykorzystywane w amerykańskiej armii i marynarce w stosunku 4:1 z amunicją przeciwpancerno-odłamkowo-zapalająco-smugową M20 APIT (przeciwpancerno-zapalająco-smugową) w taśmach amunicyjnych do zasilania wkm Browning M2 oraz korpusie piechoty morskiej do zasilania wkw Barrett M82 oraz wkm M2 Browning.

### Australia
W Australian Defence Force nabój ten jest używany do strzelania z wkw AW50F (odmiana karabinu Accuracy International Arctic Warfare brytyjskiej firmy Accuracy International).

## Kontrowersje
Kontrowersyjną kwestią jest, czy legalnym jest używanie naboju z tym pociskiem przeciw sile żywej, czy jednak jest to wyłącznie nabój przeciwmateriałowy. Międzynarodowy Komitet Czerwonego Krzyża planował zakazać stosowania tego rodzaju amunicji, głównie w obawie o zawarty w pocisku materiał wybuchowy i jego wpływ na ludzi. Na mocy deklaracji petersburskiej z 1868 roku zabronione jest stosowanie pocisków o masie całkowitej poniżej 400 gramów zawierających materiał wybuchowy.
Testy przeprowadzone przez norweski Instytut Badań nad Obronnością (Forsvarets Forskningsinstitutt) wykazały, że amunicja ta najprawdopodobniej nie powoduje niezgodnych z prawem efektów w przypadku niezamierzonego użycia przeciw ludziom, gdyż pocisk przejdzie przez ciało wylatując po drugiej stronie zanim zapalnik spowoduje zapłon materiału wybuchowego wraz z mieszanką zapalającą pocisku. Detonacja pocisku następuje w około połowie przypadków trafienia człowieka. Posiadanie przez trafioną osobę kamizelki kuloodpornej zwiększa prawdopodobieństwo detonacji, czego dowiodły testy przeprowadzone na zlecenie Międzynarodowego Komitetu Czerwonego Krzyża w 1999 roku. Wybuch powoduje znaczącą fragmentację pocisku i efekt zapalający w stożku o rozpiętości 30° za trafionym celem i może porazić również inne osoby znajdujące się w pobliżu. Droga, jaką pokonuje pocisk pomiędzy zapłonem a detonacją, wynosi około 30 do 40 cm, więc jeśli trafi on cel pod pewnym kątem, pocisk może wciąż znajdować się wewnątrz celu w momencie wybuchu.
MKCK uznał, że użycie tej amunicji przeciw ludziom jest nielegalne, a problemem jest, jak zapobiec użyciu pocisku do zwalczania siły żywej w czasie wojny. W większości krajów, które mają ten nabój na uzbrojeniu, żołnierze są specjalnie szkoleni, by unikać stosowania go przeciw żołnierzom przeciwnika, ale podczas bitwy łatwo jest o przeoczenie tego rodzaju przepisów. Ponadto w siłach zbrojnych wielu krajów posiadających taką amunicję brak jest takich przepisów.
Oficjalne stanowisko rządu Norwegii głosi, iż amunicja uniwersalna kalibru 12,7 mm nie powinna być stosowana przeciw sile żywej. Jest ona eksportowana wyłącznie jako amunicja przeciwmateriałowa. Stany Zjednoczone natomiast, jako że kraj ten nie podpisał deklaracji petersburskiej, aktualnie uznają tę amunicję za nadającą się do stosowania przeciw celom każdego rodzaju. Podobnie jest w przypadku rządu Australii.

## Osiągi
Dla porównania z danymi amunicji smugowej NM160 MP-T oraz przeciwpancernej o wysokim stopniu penetracji NM173 AP-S.
|                    | NM140 MP                                                                    | NM160 MP-T                                                                  | NM173 AP-S                   |
| Przebicie pancerza | 11 mm pod kątem 45° z 1000 m                                                | 11 mm pod kątem 45° z 1000 m                                                | 11 mm pod kątem 30° z 1500 m |
| Fragmentacja       | ok. 20 odłamków skutecznych przy uderzeniu w płytę duralową o grubości 2 mm | ok. 20 odłamków skutecznych przy uderzeniu w płytę duralową o grubości 2 mm | brak                         |
| Rozrzut (550 m)    | < 15 cm                                                                     | < 25 cm                                                                     | < 15 cm                      |
| Efekt zapalający   | zdolność do zapalenia paliwa JP-4 i JP-8                                    | zdolność do zapalenia paliwa JP-4 i JP-8                                    | brak                         |
| Smugacz            | brak                                                                        | czerwony, pali się na dystansie 50 – 1500 m                                 | brak                         |